# Condé (diamante)
Il Condé, noto anche come Gran Condé o Condé Rosa, è un famoso diamante  di 9,01 carati, di colore rosa, tagliato a goccia. Prende il nome del francese Luigi II di Borbone-Condé. I diamanti rosa sono particolarmente rari, ma il suo valore dipende soprattutto dalla sua lunga storia.

## Storia
Di origini indiane, il primo proprietario conosciuto è Jean-Baptiste Tavernier, commerciante e viaggiatore, che lo vendette al re Luigi XIII di Francia. Il re o il suo erede, Luigi XIV, lo regalò poi a Luigi II di Borbone, principe di Condé (da cui diamante prese il nome), come ricompensa per i suoi servigi durante la Guerra dei Trent'anni.
Rimase in possesso della famiglia Condé fino al 1892, quando l'ultimo erede, il duca d'Aumale, lo cedette al governo francese, a condizione che rimanesse esposto al castello di Chantilly. Trafugato nel 1926 e successivamente recuperato, è attualmente esposto, con altre gemme storiche, nel Museo Condé, ospitato all'interno del Castello stesso.